# Aeropuerto Internacional de Vancouver

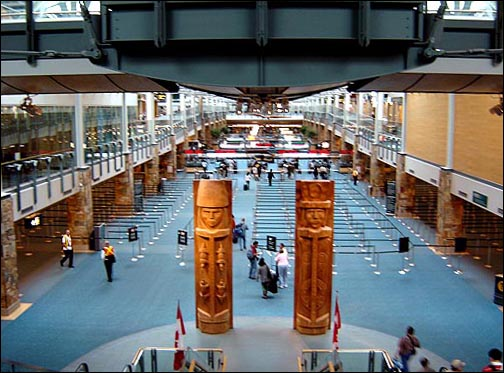
Llegadas internacionales

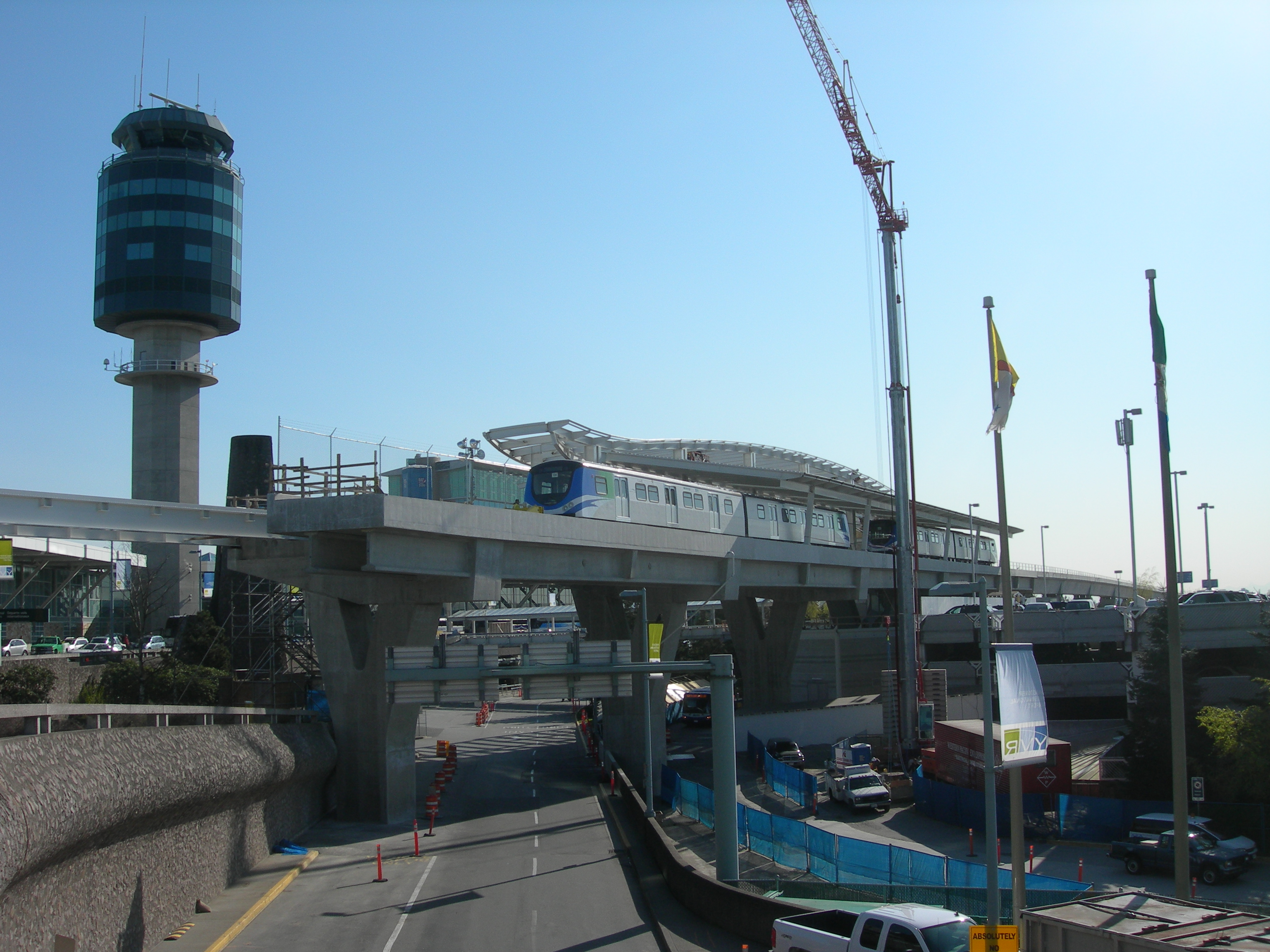
Estación del Skytrain en el aeropuerto.

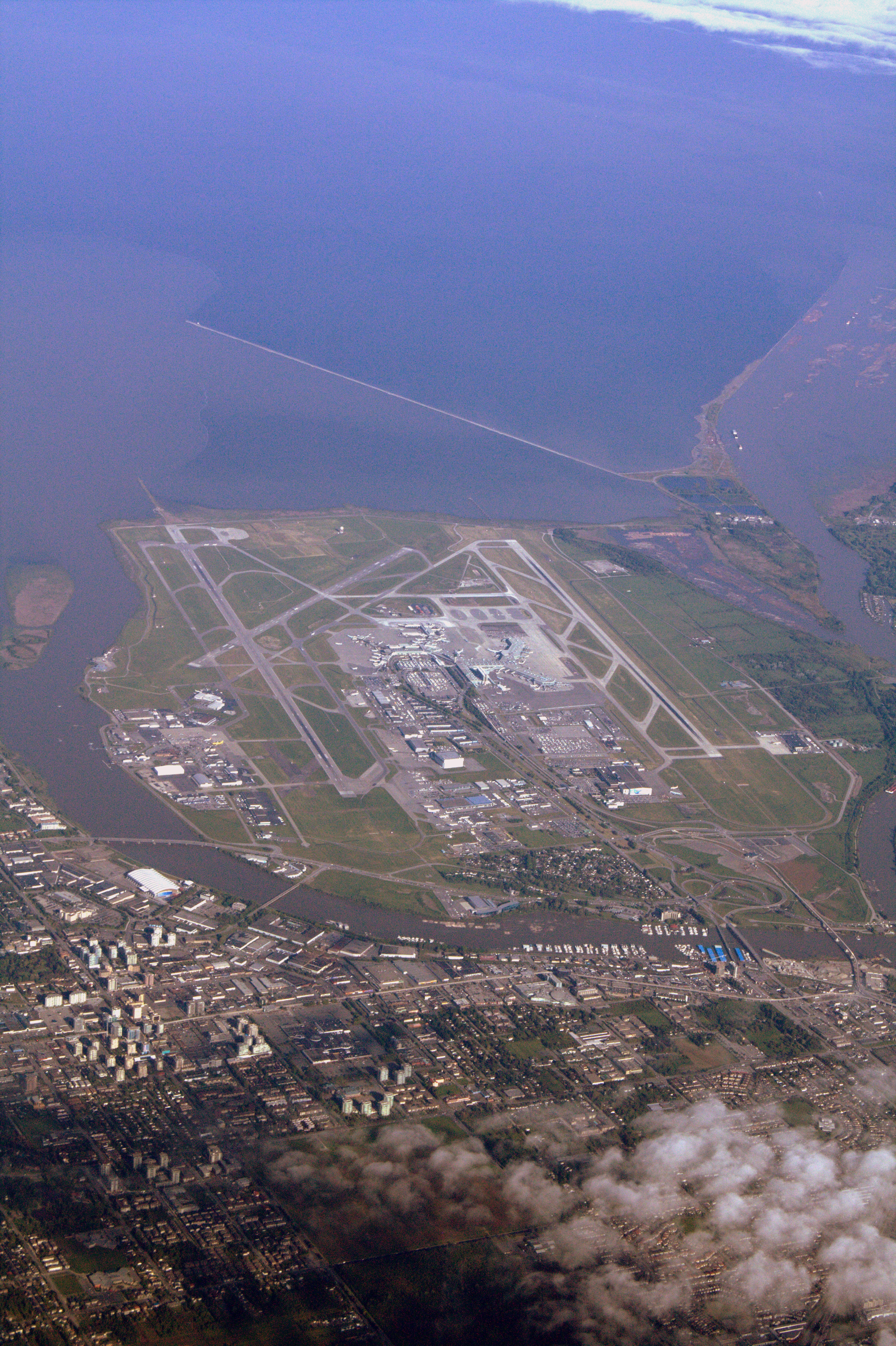
Vista aérea del aeropuerto.

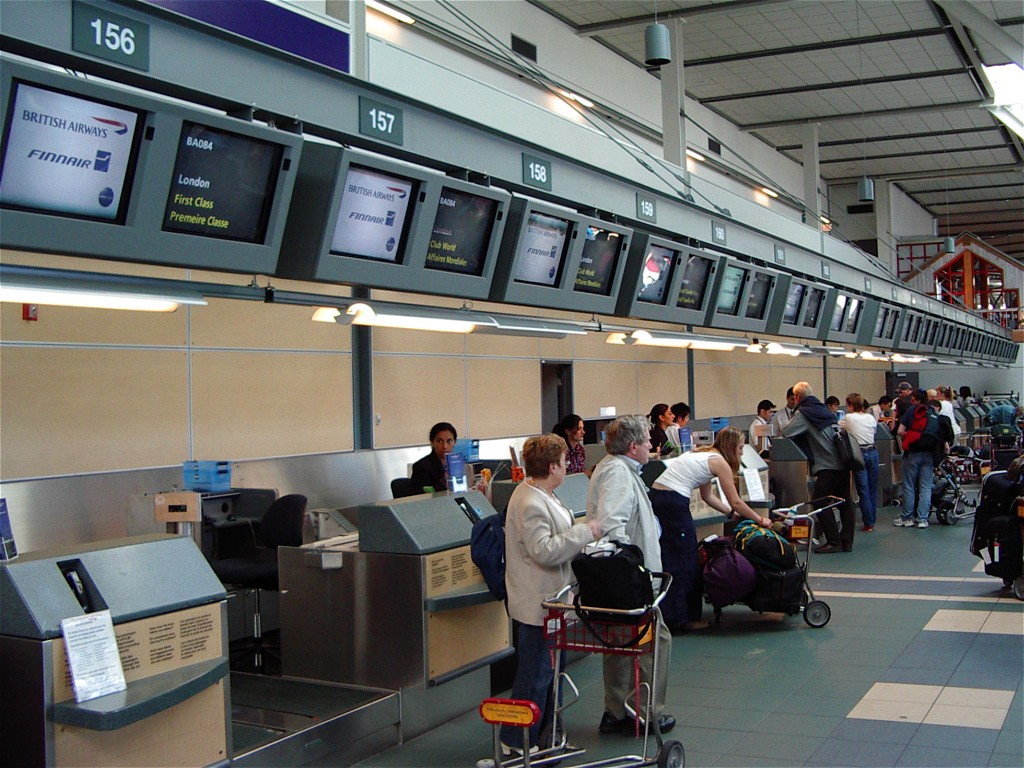
Facturación

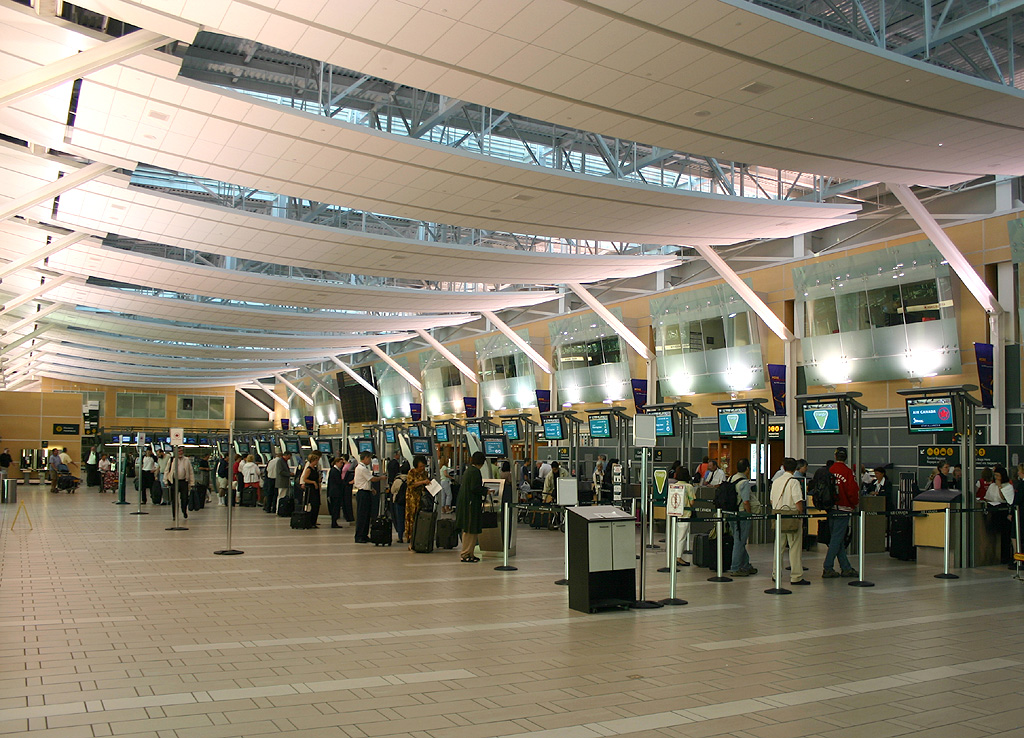
Facturación para vuelos domésticos

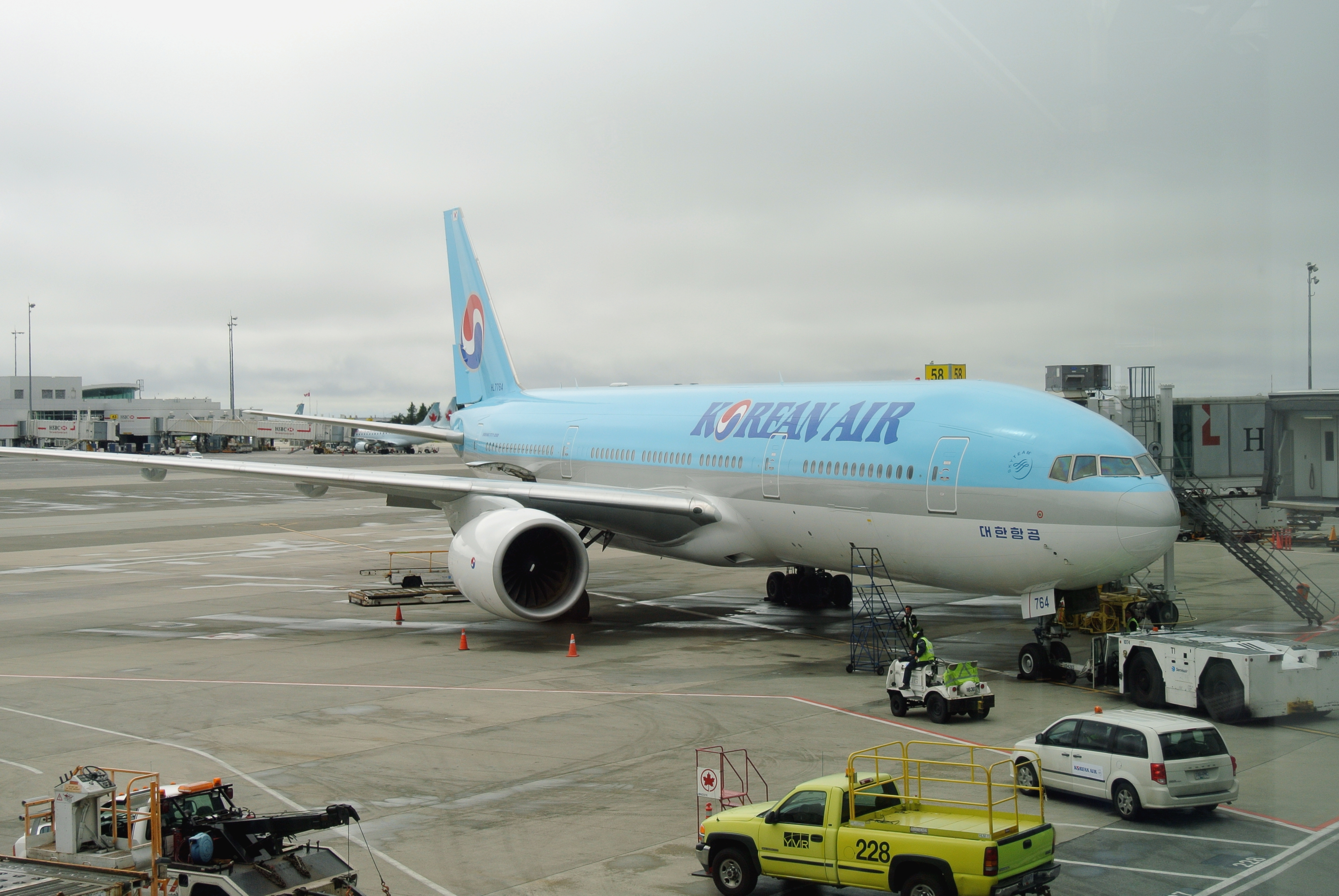
Boeing 777-200ER de Korean Air con destino a Seúl-Incheon

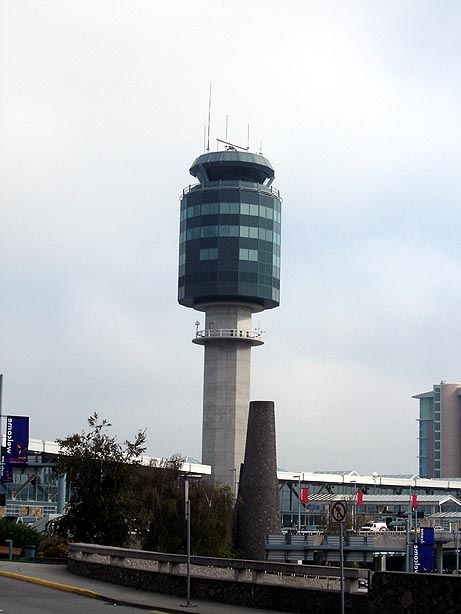
Torre de control del aeropuerto.

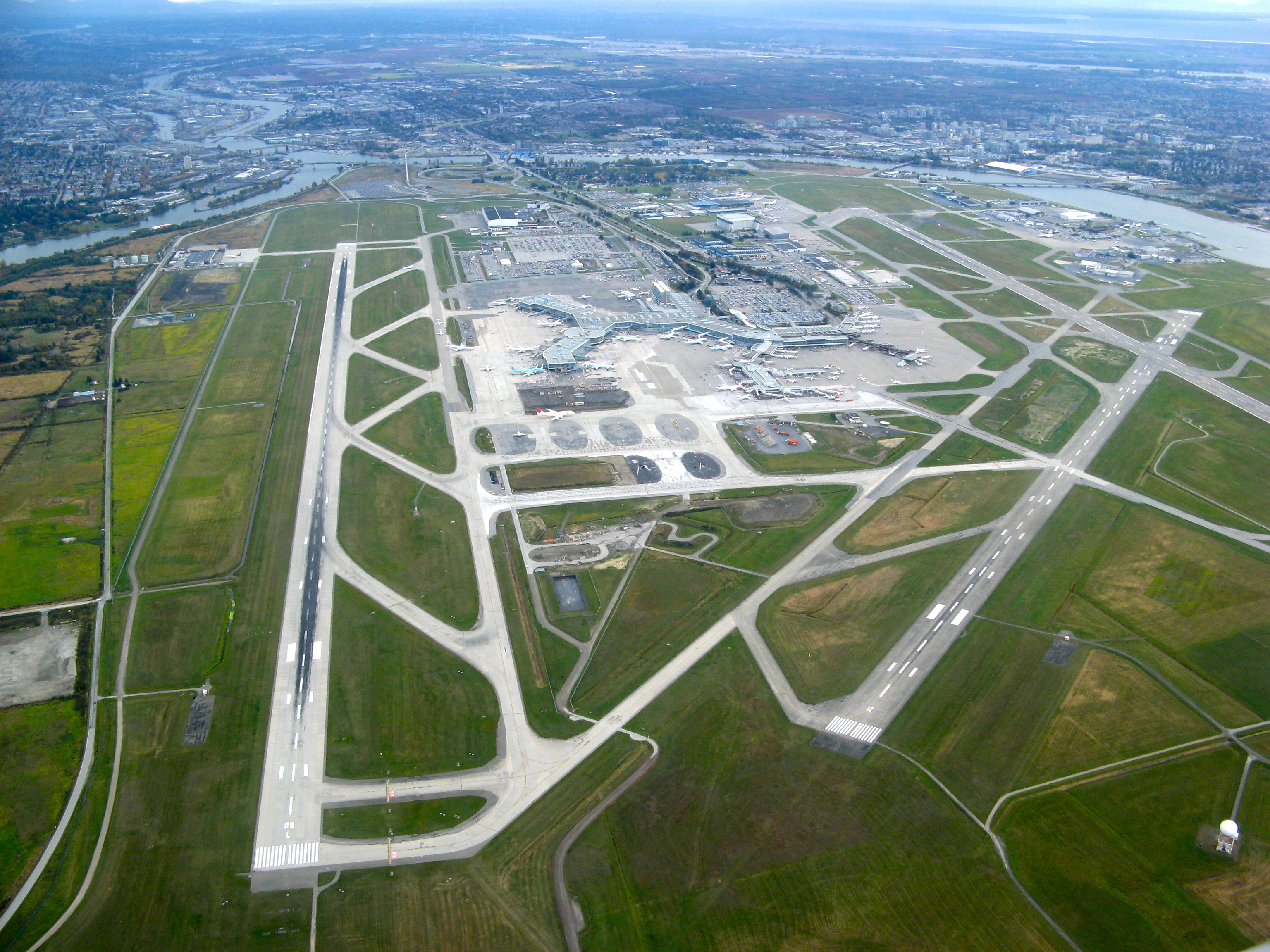
Vista aérea del aeropuerto.

El Aeropuerto Internacional de Vancouver (del inglés: Vancouver International Airport) (IATA: YVR, OACI: CYVR) es un aeropuerto internacional en Richmond, Columbia Británica, que sirve principalmente a la ciudad de Vancouver, aproximadamente a 12 km (7.5 mi) del centro de Vancouver. En el 2007 fue el segundo aeropuerto más ocupado de Canadá en términos de operaciones aéreas (326,026) y pasajeros (17.5 millón), tras el Aeropuerto Internacional Toronto Pearson, con vuelos a Asia, Europa, Oceanía, EE. UU., México, el Caribe y otros aeropuertos en Canadá. Este aeropuerto ha ganado notables premios por ser el mejor aeropuerto, incluyendo el premio de Skytrax por ser el "Mejor Aeropuerto de Norteamérica" en el 2007. YVR también obtuvo la distinción como "Mejor Aeropuerto de Canadá" en los resultados regionales. Este aeropuerto sirve como eje para Air Canada y Air Transat; y es también un foco de operaciones para WestJet.
El Aeropuerto Internacional de Vancouver es uno de los ocho aeropuertos canadienses que pueden administrar servicios de aduanas y migraciones de Estados Unidos.
El Aeropuerto Internacional de Vancouver le pertenece a Transport Canada y es administrado por la Vancouver International Airport Authority, compañía que también administra otros aeropuertos en otros países.

## Aerolíneas y destinos

### Pasajeros
| Aerolíneas               | Destinos |
| ------------------------ | --- |
| Aeroméxico               | Ciudad de México |
| Air Canada               | Brisbane, Calgary, Cancún, Chicago–O'Hare, Ciudad de México, Denver, Edmonton, Hong Kong, Honolulu, Houston–Intercontinental, Las Vegas, Londres–Heathrow, Los Ángeles, Manila, Miami, Montreal-Trudeau, Newark, Orange County, Ottawa, Pekín–Capital, Puerto Vallarta, San Francisco, Saskatoon, Seúl–Incheon, Shanghái–Pudong, Singapur, Sídney, Tokio–Narita, Toronto–Pearson, Winnipeg Estacional: Anchorage, Auckland, Austin, Bangkok–Suvarnabhumi, Dubái–International, Dublín, Fráncfort, Halifax, Huatulco (inicia el 7 de diciembre de 2025), Ixtapa/Zihuatanejo, Kahului, Kailua-Kona, Kelowna, Nashville, Osaka–Kansai, Palm Springs, Phoenix–Sky Harbor, Québec, Raleigh/Durham, Regina, San José del Cabo, Tampa, Tepic (inicia el 17 de diciembre de 2025), Washington–Dulles, Whitehorse |
| Air Canada Express       | Calgary, Castlegar, Comox, Cranbrook, Edmonton, Fort Saint John, Kamloops, Kelowna, Nanaimo, Phoenix–Sky Harbor, Portland (OR), Prince George, Prince Rupert, Regina, Sacramento, San Diego, San Francisco, Sandspit, Saskatoon, Seattle/Tacoma, Smithers, Terrace/Kitimat, Victoria, Yellowknife Estacional: Los Ángeles, Whitehorse, Winnipeg |
| Air China                | Pekín–Capital |
| Air France               | París–Charles de Gaulle |
| Air India                | Nueva Delhi |
| Air New Zealand          | Auckland |
| Air North                | Kelowna, Victoria, Whitehorse Estacional: Yellowknife (reinicia el 24 de noviembre de 2025) |
| Alaska Airlines          | Seattle/Tacoma Estacional: Portland (OR) |
| All Nippon Airways       | Tokio–Haneda |
| American Airlines        | Dallas/Fort Worth Estacional: Charlotte, Chicago–O'Hare, Los Ángeles |
| American Eagle           | Estacional: Los Ángeles |
| British Airways          | Londres–Heathrow Estacional: Londres–Gatwick |
| Cathay Pacific           | Hong Kong |
| Central Mountain Air     | Kelowna, Quesnel, Smithers, Williams Lake |
| China Airlines           | Taipéi–Taoyuan |
| China Eastern Airlines   | Shanghái–Pudong (reinicia el 25 de septiembre de 2025) |
| China Southern Airlines  | Cantón (reinicia el 16 de septiembre de 2025) |
| Condor                   | Estacional: Fráncfort |
| Corilair                 | Estacional: Campbell River |
| Delta Air Lines          | Mineápolis/St Paul |
| Delta Connection         | Salt Lake City, Seattle/Tacoma |
| Edelweiss Air            | Estacional: Zúrich |
| EVA Air                  | Taipéi–Taoyuan |
| Fiji Airways             | Nadi |
| Flair Airlines           | Calgary, Edmonton, Guadalajara, Kelowna, Kitchener/Waterloo, Las Vegas, Los Ángeles, Ciudad de México (inicia el 27 de octubre de 2025), Montreal-Trudeau, San Francisco, Toronto–Pearson, Winnipeg Estacional: Cancún, London (ON), Palm Springs, Phoenix–Sky Harbor, Puerto Vallarta, San José del Cabo |
| Gulf Island Seaplanes    | Isla Gabriola/Silva Bay |
| Hainan Airlines          | Shenzhen |
| Harbour Air              | Bedwell Harbour, Comox Harbour, Ganges Harbour, Miners Bay, Nanaimo Harbour, Tofino, Victoria, Victoria Airport, Victoria Harbour, Whistler/Green Lake Estacional: Sechelt |
| HeliJet                  | Nanaimo Harbour, Vancouver Harbour, Victoria Harbour |
| Hong Kong Airlines       | Hong Kong |
| Icelandair               | Reikiavik–Keflavík |
| Iskwew Air               | Qualicum Beach |
| Japan Airlines           | Tokio–Narita |
| JetBlue Airways          | Nueva York–JFK Estacional: Boston |
| KLM                      | Ámsterdam |
| Korean Air               | Seúl–Incheon |
| Lufthansa                | Fráncfort, Múnich |
| Pacific Coastal Airlines | Anahim Lake, Bella Bella, Bella Coola, Campbell River, Comox, Cranbrook, Masset, Nanaimo, Penticton, Port Hardy, Powell River, Prince George, Quesnel (inicia el 30 de octubre de 2025), Tofino, Trail, Victoria, Williams Lake |
| Philippine Airlines      | Manila |
| Porter Airlines          | Hamilton (ON), Montreal-Trudeau, Ottawa, Toronto–Pearson |
| Qantas                   | Sídney |
| Seair Seaplanes          | Bedwell Harbour, Ganges Harbour, Miners Bay, Montague Harbour, Nanaimo Harbour, Port Washington |
| Sichuan Airlines         | Chengdu–Shuangliu |
| Sun Country Airlines     | Estacional: Mineápolis/St Paul |
| Sunshine Coast Air       | Nanaimo Harbour, Sechelt |
| Turkish Airlines         | Estambul |
| T'way Air                | Seúl–Incheon |
| United Airlines          | Chicago–O'Hare, Denver, Houston–Intercontinental, Los Ángeles, San Francisco Estacional: Newark, Washington–Dulles |
| United Express           | Estacional: San Francisco |
| WestJet                  | Atlanta, Calgary, Cancún, Edmonton, Honolulu, Kahului, Las Vegas, Los Ángeles, Orlando, Palm Springs, Phoenix–Sky Harbor, Puerto Vallarta, Regina, San José del Cabo, Saskatoon, Toronto–Pearson, Winnipeg Estacional: Boston, Detroit, Fort Lauderdale, Huatulco, Ixtapa/Zihuatanejo, Kailua–Kona, Liberia (CR) (inicia el 12 de diciembre de 2025), Lihue, Mazatlán, Montreal-Trudeau, Nashville, Ottawa, San Diego, San Francisco |
| WestJet Encore           | Comox, Cranbrook, Fort Saint John, Kelowna, Nanaimo, Prince George, Terrace/Kitimat, Victoria |
| Xiamen Air               | Xiamen |
| ZIPAIR                   | Tokio–Narita |

### Carga

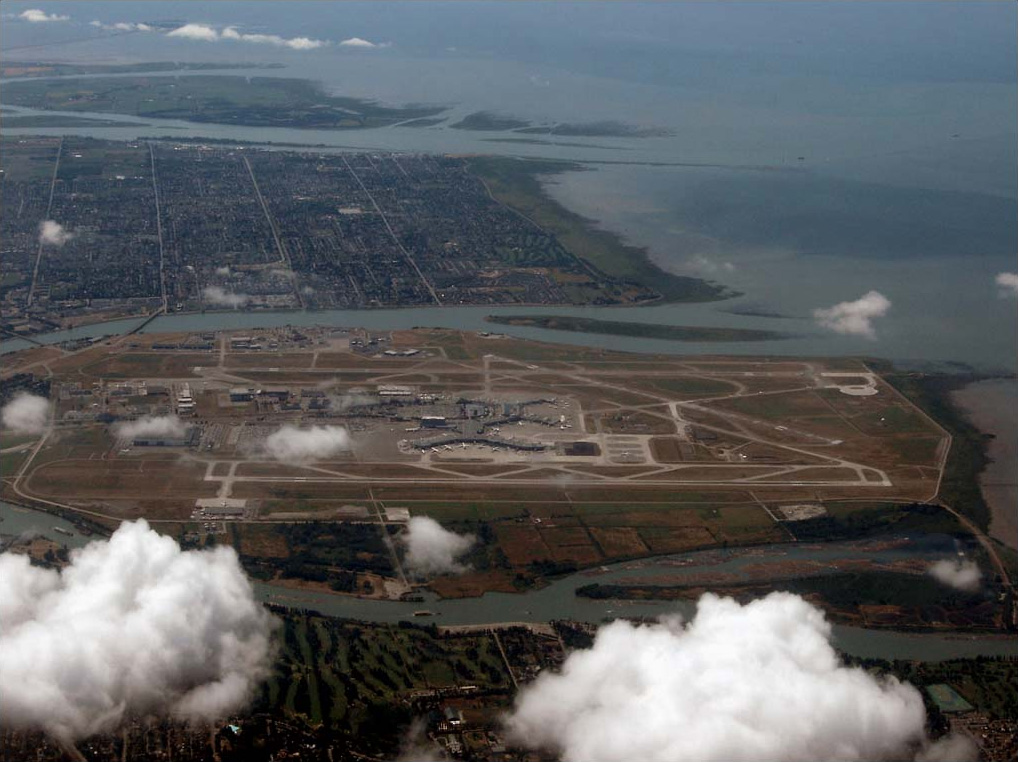
Toma aérea que muestra el estrecho de Georgia cerca del aeropuerto.

| Aerolíneas                 | Destinos                                                                                         |
| -------------------------- | ------------------------------------------------------------------------------------------------ |
| Air Canada Cargo           | Toronto–Pearson                                                                                  |
| Amazon Air                 | Calgary, Edmonton, Hamilton (ON)                                                                 |
| Cargojet                   | Calgary, Cincinnati, Edmonton, Hamilton (ON), Montreal–Mirabel, Tokio–Narita, Victoria, Winnipeg |
| Carson Air                 | Calgary, Kamloops, Kelowna                                                                       |
| Central Mountain Air Cargo | Kelowna, Quesnel, Williams Lake                                                                  |
| China Southern Cargo       | Qingdao, Shanghái–Pudong, Toronto–Pearson                                                        |
| DHL Aviation               | Cincinnati, Los Ángeles, Portland (OR), Seattle/Tacoma                                           |
| FedEx Express              | Memphis                                                                                          |
| FedEx Feeder               | Calgary, Edmonton, Oakland, Nanaimo, Spokane, Toronto–Pearson, Victoria, Winnipeg                |
| KF Cargo                   | Kamloops, Kelowna, Prince George, Victoria                                                       |
| Korean Air Cargo           | Guadalajara, Seúl–Incheon                                                                        |
| Morningstar Air Express    | Calgary, Edmonton, Toronto–Pearson, Winnipeg                                                     |
| UPS Airlines               | Louisville                                                                                       |

Notas

### Destinos internacionales

Destinos internacionales de Vancouver.

| Ciudades por país    | Nombre del aeropuerto                                  | Aerolíneas |              |              |              |
| Norteamérica         | Norteamérica                                           | Norteamérica | Norteamérica | Norteamérica | Norteamérica |
| -------------------- | ------------------------------------------------------ | --- | ------------ | ------------ | ------------ |
| Estados Unidos       |                                                        | |              |              |              |
| Anchorage            | Aeropuerto Internacional Ted Stevens Anchorage         | Air Canada (Estacional) |              |              |              |
| Atlanta              | Aeropuerto Internacional Hartsfield-Jackson            | WestJet |              |              |              |
| Austin               | Aeropuerto Internacional de Austin-Bergstrom           | Air Canada (Estacional) |              |              |              |
| Boston               | Aeropuerto Internacional Logan                         | JetBlue Airways (Estacional) / WestJet (Estacional) |              |              |              |
| Charlotte            | Aeropuerto Internacional de Charlotte-Douglas          | American Airlines (Estacional) |              |              |              |
| Chicago              | Aeropuerto Internacional O'Hare                        | Air Canada / American Airlines (Estacional) / United Airlines                                                                                            |              |              |              |
| Dallas               | Aeropuerto Internacional de Dallas-Fort Worth          | American Airlines |              |              |              |
| Denver               | Aeropuerto Internacional de Denver                     | Air Canada / United Airlines |              |              |              |
| Detroit              | Aeropuerto Internacional de Detroit                    | WestJet (Estacional) |              |              |              |
| Fort Lauderdale      | Aeropuerto Internacional de Fort Lauderdale-Hollywood  | WestJet (Estacional) |              |              |              |
| Houston              | Aeropuerto Intercontinental George Bush                | Air Canada / United Airlines |              |              |              |
| Las Vegas            | Aeropuerto Internacional Harry Reid                    | Air Canada / Flair Airlines / WestJet |              |              |              |
| Los Ángeles          | Aeropuerto Internacional de Los Ángeles                | Air Canada / Air Canada Express (Estacional) / American Airlines (Estacional) / American Eagle (Estacional) / Flair Airlines / United Airlines / WestJet |              |              |              |
| Miami                | Aeropuerto Internacional de Miami                      | Air Canada |              |              |              |
| Mineápolis           | Aeropuerto Internacional de Mineápolis-Saint Paul      | Delta Air Lines / Sun Country Airlines (Estacional) |              |              |              |
| Nashville            | Aeropuerto Internacional de Nashville                  | Air Canada (Estacional) / WestJet (Estacional) |              |              |              |
| Newark               | Aeropuerto Internacional Libertad de Newark            | Air Canada / United Airlines (Estacional) |              |              |              |
| Nueva York           | Aeropuerto Internacional John F. Kennedy               | JetBlue Airways |              |              |              |
| Orange County        | Aeropuerto John Wayne                                  | Air Canada |              |              |              |
| Orlando              | Aeropuerto Internacional de Orlando                    | WestJet |              |              |              |
| Palm Springs         | Aeropuerto Internacional de Palm Springs               | Air Canada (Estacional) / Flair Airlines (Estacional) / WestJet                                                                                          |              |              |              |
| Phoenix              | Aeropuerto Internacional de Phoenix-Sky Harbor         | Air Canada (Estacional) / Air Canada Express / Flair Airlines (Estacional) / WestJet                                                                     |              |              |              |
| Portland             | Aeropuerto Internacional de Portland                   | Air Canada Express / Alaska Airlines (Estacional) |              |              |              |
| Raleigh              | Aeropuerto Internacional de Raleigh-Durham             | Air Canada (Estacional) |              |              |              |
| Sacramento           | Aeropuerto Internacional de Sacramento                 | Air Canada Express |              |              |              |
| Salt Lake City       | Aeropuerto Internacional de Salt Lake City             | Delta Connection |              |              |              |
| San Diego            | Aeropuerto Internacional de San Diego                  | Air Canada / WestJet (Estacional) |              |              |              |
| San Francisco        | Aeropuerto Internacional de San Francisco              | Air Canada / Air Canada Express / Flair Airlines / United Airlines / United Express (Estacional) / WestJet (Estacional)                                  |              |              |              |
| Seattle              | Aeropuerto Internacional de Seattle-Tacoma             | Air Canada Express / Alaska Airlines / Delta Connection                                                                                                  |              |              |              |
| Tampa                | Aeropuerto Internacional de Tampa                      | Air Canada (Estacional) |              |              |              |
| Washington D. C.     | Aeropuerto Internacional de Washington-Dulles          | Air Canada (Estacional) / United Airlines (Estacional)                                                                                                   |              |              |              |
| México               |                                                        | |              |              |              |
| Cancún               | Aeropuerto Internacional de Cancún                     | Air Canada / Flair Airlines (Estacional) / WestJet |              |              |              |
| Ciudad de México     | Aeropuerto Internacional de la Ciudad de México        | Aeroméxico / Air Canada / Flair Airlines (inicia el 27 de octubre de 2025)                                                                               |              |              |              |
| Guadalajara          | Aeropuerto Internacional de Guadalajara                | Flair Airlines |              |              |              |
| Huatulco             | Aeropuerto Internacional de Bahías de Huatulco         | Air Canada (Estacional) (inicia el 7 de diciembre de 2025) / WestJet (Estacional)                                                                        |              |              |              |
| Ixtapa Zihuatanejo   | Aeropuerto Internacional de Ixtapa-Zihuatanejo         | Air Canada (Estacional) / WestJet (Estacional) |              |              |              |
| Mazatlán             | Aeropuerto Internacional General Rafael Buelna         | WestJet (Estacional) |              |              |              |
| Puerto Vallarta      | Aeropuerto Internacional de Puerto Vallarta            | Air Canada / Flair Airlines (Estacional) / WestJet |              |              |              |
| San José del Cabo    | Aeropuerto Internacional de Los Cabos                  | Air Canada (Estacional) / Flair Airlines (Estacional) / WestJet                                                                                          |              |              |              |
| Tepic                | Aeropuerto Internacional Amado Nervo                   | Air Canada (Estacional) (inicia el 17 de diciembre de 2025)                                                                                              |              |              |              |
| Centroamérica        |                                                        | |              |              |              |
| Costa Rica           |                                                        | |              |              |              |
| Liberia              | Aeropuerto de Guanacaste                               | WestJet (Estacional) (inicia el 12 de diciembre de 2025)                                                                                                 |              |              |              |
| Asia                 |                                                        | |              |              |              |
| China                |                                                        | |              |              |              |
| Cantón               | Aeropuerto Internacional de Cantón-Baiyun              | China Southern Airlines (reinicia el 16 de septiembre de 2025)                                                                                           |              |              |              |
| Chengdu              | Aeropuerto Internacional de Chengdu-Shuangliu          | Sichuan Airlines |              |              |              |
| Pekín                | Aeropuerto Internacional de Pekín-Capital              | Air Canada / Air China |              |              |              |
| Shanghái             | Aeropuerto Internacional de Shanghái-Pudong            | Air Canada / China Eastern Airlines (reinicia el 25 de septiembre de 2025)                                                                               |              |              |              |
| Shenzhen             | Aeropuerto Internacional de Shenzhen-Bao'an            | Hainan Airlines |              |              |              |
| Xiamen               | Aeropuerto Internacional de Xiamen-Gaoqi               | Xiamen Air |              |              |              |
| Corea del Sur        |                                                        | |              |              |              |
| Seúl                 | Aeropuerto Internacional de Incheon                    | Air Canada / Korean Air / T'way Air |              |              |              |
| EAU                  |                                                        | |              |              |              |
| Dubái                | Aeropuerto Internacional de Dubái                      | Air Canada (Estacional) |              |              |              |
| Filipinas            |                                                        | |              |              |              |
| Manila               | Aeropuerto Internacional Ninoy Aquino                  | Air Canada / Philippine Airlines |              |              |              |
| Hong Kong            |                                                        | |              |              |              |
| Hong Kong            | Aeropuerto Internacional de Hong Kong                  | Air Canada / Cathay Pacific / Hong Kong Airlines |              |              |              |
| India                |                                                        | |              |              |              |
| Nueva Delhi          | Aeropuerto Internacional Indira Gandhi                 | Air India |              |              |              |
| Japón                |                                                        | |              |              |              |
| Osaka                | Aeropuerto Internacional de Kansai                     | Air Canada (Estacional) |              |              |              |
| Tokio                | Aeropuerto Internacional de Haneda                     | All Nippon Airways |              |              |              |
| Tokio                | Aeropuerto Internacional de Narita                     | Air Canada / Japan Airlines / ZIPAIR |              |              |              |
| Singapur             |                                                        | |              |              |              |
| Singapur             | Aeropuerto Internacional de Singapur                   | Air Canada |              |              |              |
| Tailandia            |                                                        | |              |              |              |
| Bangkok              | Aeropuerto Internacional Suvarnabhumi                  | Air Canada (Estacional) |              |              |              |
| Taiwán               |                                                        | |              |              |              |
| Taipéi               | Aeropuerto Internacional de Taiwán Taoyuan             | China Airlines / EVA Air |              |              |              |
| Europa               |                                                        | |              |              |              |
| Alemania             |                                                        | |              |              |              |
| Fráncfort            | Aeropuerto de Fráncfort del Meno                       | Air Canada (Estacional) / Condor (Estacional) / Lufthansa                                                                                                |              |              |              |
| Múnich               | Aeropuerto Internacional de Múnich-Franz Josef Strauss | Lufthansa |              |              |              |
| Francia              |                                                        | |              |              |              |
| París                | Aeropuerto de París-Charles de Gaulle                  | Air France |              |              |              |
| Irlanda              |                                                        | |              |              |              |
| Dublín               | Aeropuerto de Dublín                                   | Air Canada (Estacional) |              |              |              |
| Islandia             |                                                        | |              |              |              |
| Reikiavik            | Aeropuerto Internacional de Keflavík                   | Icelandair |              |              |              |
| Países Bajos         |                                                        | |              |              |              |
| Ámsterdam            | Aeropuerto de Ámsterdam-Schiphol                       | KLM |              |              |              |
| Reino Unido          |                                                        | |              |              |              |
| Londres              | Aeropuerto de Londres-Heathrow                         | Air Canada / British Airways |              |              |              |
| Londres              | Aeropuerto de Londres-Gatwick                          | British Airways (Estacional) |              |              |              |
| Turquía              |                                                        | |              |              |              |
| Estambul             | Aeropuerto de Estambul                                 | Turkish Airlines |              |              |              |
| Suiza                |                                                        | |              |              |              |
| Zúrich               | Aeropuerto Internacional de Zúrich                     | Edelweiss Air (Estacional) |              |              |              |
| Oceanía              |                                                        | |              |              |              |
| Australia            |                                                        | |              |              |              |
| Brisbane             | Aeropuerto de Brisbane                                 | Air Canada |              |              |              |
| Sídney               | Aeropuerto Internacional Kingsford Smith               | Air Canada / Qantas |              |              |              |
| Fiyi                 |                                                        | |              |              |              |
| Nadi                 | Aeropuerto Internacional de Nadi                       | Fiji Airways |              |              |              |
| Nueva Zelanda        |                                                        | |              |              |              |
| Auckland             | Aeropuerto Internacional de Auckland                   | Air Canada (Estacional) / Air New Zealand |              |              |              |
| Estados Unidos Hawái |                                                        | |              |              |              |
| Honolulu             | Aeropuerto Internacional Daniel K. Inouye              | Air Canada / WestJet |              |              |              |
| Kailua               | Aeropuerto Internacional de Kona                       | Air Canada (Estacional) / WestJet (Estacional) |              |              |              |
| Kahului              | Aeropuerto de Kahului                                  | Air Canada (Estacional) / WestJet |              |              |              |
| Lihue                | Aeropuerto de Lihue                                    | WestJet (Estacional) |              |              |              |

## Estadísticas

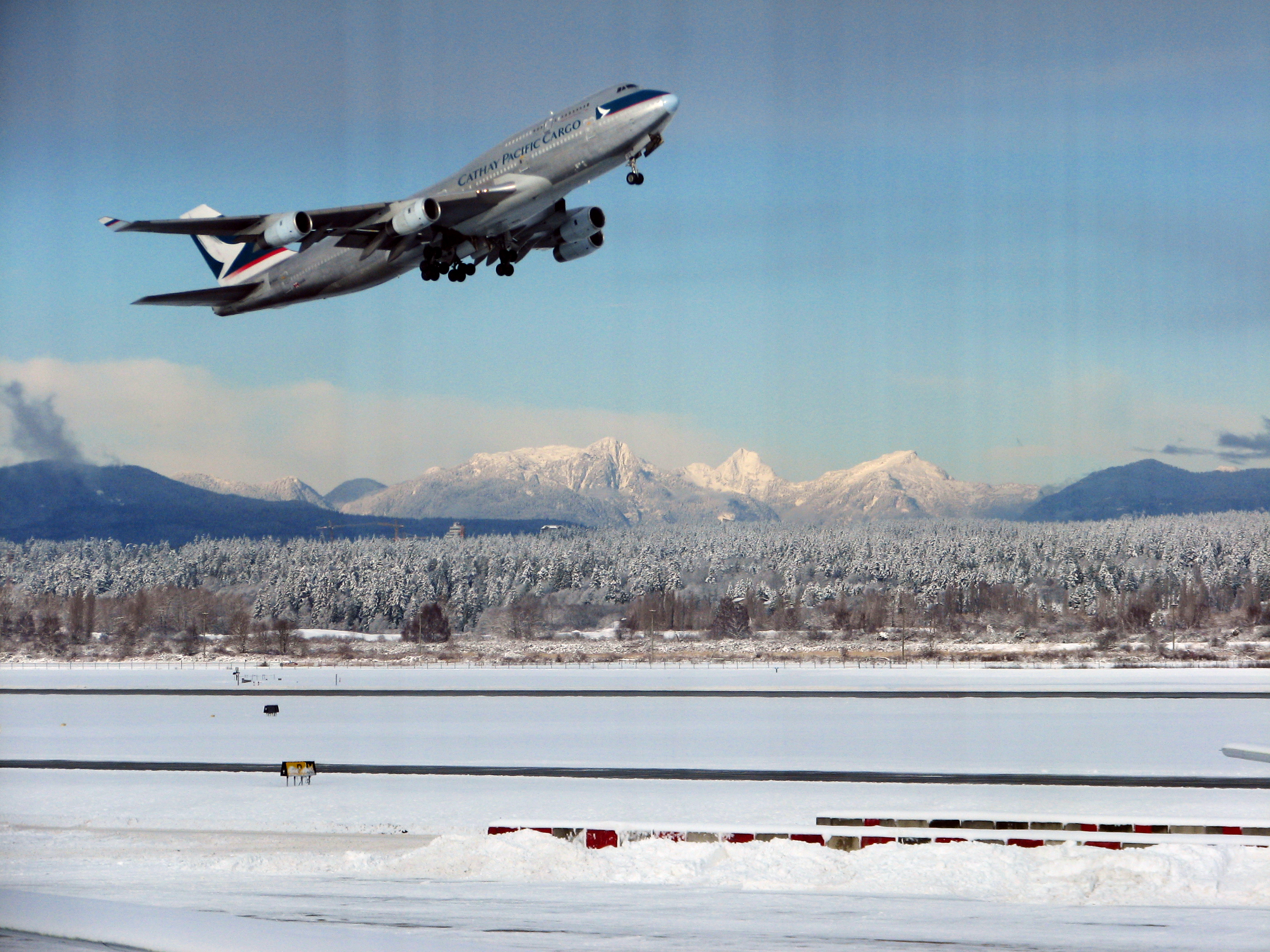
Un Boeing 747-400 de Cathay Pacific Cargo despegando en un día nevado.

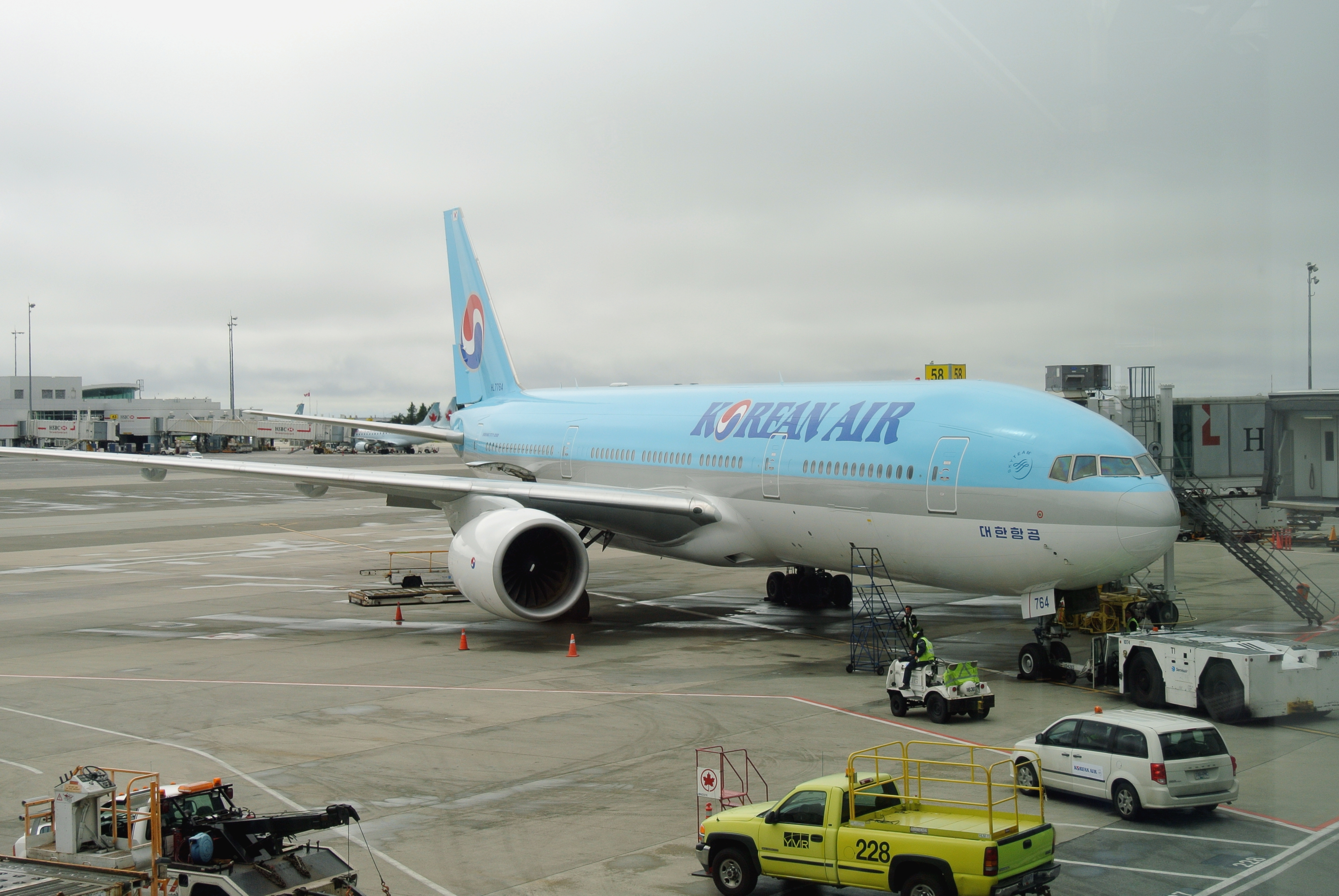
Un Boeing 777-200ER de Korean Air con destino a Seúl-Incheon.

### Tráfico anual
| Año  | Pasajeros  | % Cambio    |  | Año  | Pasajeros  | % Cambio |  | Año  | Pasajeros  | % Cambio |  | Año  | Pasajeros  | % Cambio |
| ---- | ---------- | ----------- |  | ---- | ---------- | -------- |  | ---- | ---------- | -------- |  | ---- | ---------- | -------- |
| 1992 | 9,935,285  | Sin cambios |  | 2002 | 14,877,536 | -3.8%    |  | 2012 | 17,596,901 | 3.3%     |  | 2022 | 19,013,416 | 168.3%   |
| 1993 | 10,235,015 | 3.2%        |  | 2003 | 14,321,504 | -3.7%    |  | 2013 | 17,971,883 | 2.1%     |  | 2023 | 24,938,184 | 30.9%    |
| 1994 | 10,830,796 | 5.8%        |  | 2004 | 15,725,694 | 9.8%     |  | 2014 | 19,358,203 | 7.7%     |  | 2024 | 26,205,801 | 5.1%     |
| 1995 | 12,006,973 | 10.8%       |  | 2005 | 16,418,883 | 4.4%     |  | 2015 | 20,315,978 | 4.9%     |  | 2025 |            |          |
| 1996 | 14,037,174 | 16.9%       |  | 2006 | 16,922,226 | 3.0%     |  | 2016 | 22,288,552 | 9.7%     |  | 2026 |            |          |
| 1997 | 14,818,564 | 5.5%        |  | 2007 | 17,495,049 | 3.3%     |  | 2017 | 24,166,122 | 8.4%     |  | 2027 |            |          |
| 1998 | 15,508,109 | 4.6%        |  | 2008 | 17,852,459 | 2.0%     |  | 2018 | 25,936,907 | 7.3%     |  | 2028 |            |          |
| 1999 | 15,806,499 | 1.9%        |  | 2009 | 16,179,312 | -9.3%    |  | 2019 | 26,379,870 | 1.7%     |  | 2029 |            |          |
| 2000 | 16,032,531 | 1.4%        |  | 2010 | 16,778,774 | 3.7%     |  | 2020 | 7,300,287  | -72.3%   |  | 2030 |            |          |
| 2001 | 15,476,762 | -3.4%       |  | 2011 | 17,032,780 | 1.5%     |  | 2021 | 7,086,602  | -3.0%    |  | 2031 |            |          |

## Aeropuertos cercanos
Los aeropuertos más cercanos son:
- Aeropuerto de Miners Bay (39km)
- Aeropuerto de Montagne Harbor (44km)
- Aeropuerto de Ganges Harbor (47km)
- Aeropuerto de Bedwell Harbor (51km)
- Aeropuerto de Eastsound (58km)